# Reichenbach und Killertal zwischen Hechingen und Burladingen
Das FFH-Gebiet Reichenbach und Killertal zwischen Hechingen und Burladingen liegt im zentralen Baden-Württemberg und ist Bestandteil des europäischen Schutzgebietsnetzes Natura 2000. Es wurde 2015 durch Zusammenlegung der zwei bereits seit 2005 bestehenden FFH-Gebiete Reichenbach und Killertal und Gebiete bei Burladingen durch das Regierungspräsidium Tübingen ausgewiesen.

## Lage
Das rund 1849 Hektar (ha) große Schutzgebiet Reichenbach und Killertal zwischen Hechingen und Burladingen liegt in den Naturräumen Südwestliches Albvorland, Mittlere Kuppenalb und Hohe Schwabenalb. Die sieben Teilgebiete befinden sich in den Gemeinden Burladingen, Hechingen und Jungingen im Zollernalbkreis.

## Beschreibung
Der Landschaftscharakter des Schutzgebiets wird im Wesentlichen durch das tief eingeschnittene, Killertal genannte Tal der Starzel und ihrer Zuflüsse (darunter der Reichenbach) sowie zahlreiche Wacholderheiden geprägt.

## Geschichte
Das Schutzgebiet ist durch die Zusammenlegung der ursprünglichen FFH-Gebiete 7720-341 „Gebiete bei Burladingen“ und 7620-342 „Reichenbach und Killertal“ entstanden. Diese bestanden bereits seit dem Jahr 2005.

## Schutzzweck

### Lebensraumtypen
Folgende Lebensraumtypen nach Anhang I der FFH-Richtlinie kommen im Gebiet vor:
| EU Code | * | Lebensraumtyp (offizielle Bezeichnung)                                                                          | Kurzbezeichnung                              |
| ------- | - | --- | -------------------------------------------- |
| 3150    |   | Natürliche eutrophe Seen mit einer Vegetation des Magnopotamions oder Hydrocharitions                           | Natürliche nährstoffreiche Seen              |
| 3260    |   | Flüsse der planaren bis montanen Stufe mit Vegetation des Ranunculion fluitantis und des Callitricho-Batrachion | Fließgewässer mit flutender Wasservegetation |
| 4030    |   | Trockene europäische Heiden                                                                                     | Trockene Heiden                              |
| 5130    |   | Formationen von Juniperus communis auf Kalkheiden und -rasen                                                    | Wacholderheiden                              |
| 6110    | * | Lückige basophile oder Kalk-Pionierrasen (Alysso-Sedion albi)                                                   | Kalk-Pionierrasen                            |
| 6210    |   | Naturnahe Kalk-Trockenrasen und deren Verbuschungsstadien (Festuco-Brometalia)                                  | Kalk-Magerrasen                              |
| 6410    |   | Pfeifengraswiesen auf kalkreichem Boden, torfigen und tonig-schluffigen Böden (Molinion caeruleae)              | Pfeifengraswiesen                            |
| 6430    |   | Feuchte Hochstaudenfluren der planaren und montanen bis alpinen Stufe                                           | Feuchte Hochstaudenfluren                    |
| 6510    |   | Magere Flachland-Mähwiesen (Alopecurus pratensis, Sanguisorba officinalis)                                      | Magere Flachland-Mähwiesen                   |
| 7220    | * | Kalktuffquellen (Cratoneurion)                                                                                  | Kalktuffquellen                              |
| 7230    |   | Kalkreiche Niedermoore                                                                                          | Kalkreiche Niedermoore                       |
| 8160    | * | Kalkhaltige Schutthalden der collinen bis montanen Stufe Mitteleuropas                                          | Kalkschutthalden                             |
| 8210    |   | Kalkfelsen mit Felsspaltenvegetation                                                                            | Kalkfelsen mit Felsspaltenvegetation         |
| 8310    |   | Nicht touristisch erschlossene Höhlen                                                                           | Höhlen und Balmen                            |
| 9130    |   | Waldmeister-Buchenwald (Asperulo-Fagetum)                                                                       | Waldmeister-Buchenwald                       |
| 9150    |   | Mitteleuropäischer Orchideen-Kalk-Buchenwald (Cephalanthero-Fagion)                                             | Orchideen-Buchenwälder                       |
| 9180    | * | Schlucht- und Hangmischwälder (Tilio-Acerion)                                                                   | Schlucht- und Hangmischwälder                |
| 91E0    | * | Auen-Wälder mit Alnus glutinosa und Fraxinus excelsior (Alno-Padion, Alnion incanae, Salicion albae)            | Auenwälder mit Erle, Esche, Weide            |

### Arteninventar
Folgende Arten von gemeinschaftlichem Interesse kommen im Gebiet vor:
| Bild                   | EU Code | * | Art                    | wissenschaftlicher Name     | Artengruppe           |
| ---------------------- | ------- | - | ---------------------- | --------------------------- | --------------------- |
| Schmale Windelschnecke | 1014    |   | Schmale Windelschnecke | Vertigo angustior           | Schnecken             |
| Spanische Flagge       | 1078    | * | Spanische Flagge       | Callimorpha quadripunctaria | Schmetterlinge        |
| Steinkrebs             | 1093    | * | Steinkrebs             | Austropotamobius torrentium | Krebse                |
| Groppe                 | 1163    |   | Groppe                 | Cottus gobio                | Fische und Rundmäuler |
| Gelbbauchunke          | 1193    |   | Gelbbauchunke          | Bombina variegata           | Amphibien             |
| Bechsteinfledermaus    | 1323    |   | Bechsteinfledermaus    | Myotis bechsteinii          | Säugetiere            |
| Großes Mausohr         | 1324    |   | Großes Mausohr         | Myotis myotis               | Säugetiere            |
| Gelber Frauenschuh     | 1902    |   | Gelber Frauenschuh     | Cypripedium calceolus       | Pflanzen              |

### Zusammenhängende Schutzgebiete
Folgende Naturschutzgebiete sind Bestandteil des FFH-Gebiets:
- Bürgle
- Nähberg
- Beurener Heide
- Oberberg-Köpfle
- Wacholderbusch
- Scharlenbachtal-Hofwald